# Thinophilus maculatus
Thinophilus maculatus är en tvåvingeart som beskrevs av Octave Parent 1929. Thinophilus maculatus ingår i släktet Thinophilus och familjen styltflugor.
Artens utbredningsområde är Sudan. Inga underarter finns listade i Catalogue of Life.